# Palais de justice (Tunis)
Le palais de justice est un bâtiment administratif situé sur le boulevard Bab Bnet à Tunis en Tunisie.

## Histoire
L'édifice est construit en 1900 par l'architecte français Jean-Émile Resplandy. D'une typologie conforme à celles des palais de justice français, le bâtiment présente une façade de style arabisant.